# Masalia hololeuca
Masalia hololeuca là một loài bướm đêm trong họ Noctuidae.